# نولين توروا
نولين توروا (من مواليد 26 مارس 1968) هي مدربة كرة شبكة دولية لنيوزيلندا ولاعبة تمثيلية سابقة. وهي حاليًا مديرة فريق كرة الشبكة الوطني النيوزيلندي.

## مهنة اللعب
كانت توروا عضوًا في السرخس الفضي من 1993 إلى 1999. خلال ذلك الوقت فازت بميدالية فضية في ألعاب الكومنولث 1998 في كوالالمبور وميدالية برونزية في بطولة العالم لكرة الشبكة 1995 في برمنغهام. أنهت إصابة في الركبة عام 1999 مسيرتها الكروية بعد أن لعبت في 34 مباراة اختبارية مع السرخس الفضي.

## مهنة التدريب
في عام 2011 عملت توروا كمدربة مساعدة غير رسمية لفريق السرخس الفضي جنبًا إلى جنب مع روث إيتكن. العام التالي قبلت منصبًا رسميًا كمدربة مساعدة السرسخ الفضي بعد أن عرض عليها هذا الدور عدة مرات. في كرة الشبكة المحلية قامت توروا بتدريب فريق ماجيك من 2002 إلى 2013، وقادهم إلى لقبين في كأس البنك الوطني (2005 ،2006) ولقب واحد في بطولة (2012).
في عام 2013 قررت توروا إنهاء مهامها التدريبية في فريق السرخس الفضي بعد أدائها لهذا الدور لمدة 1.5 موسم لأسباب عائلية كما استقالت كمدربة رئيسية لفريق ماجيك بعد أن أمضت 11 عامًا في الامتياز. بديلها في ماجيك كان مدرب نيو ساوث ويلز سويفت السابق جولي فيتزجيرالد. قبلت توروا لاحقًا دورًا كمدرب رئيسي لفريق الفولاذ الجنوبي في موسم بطولة أستراليا ونيوزلاندا الأخير في 2016
بعد حل بطولة أستراليا ونيوزلاندا في عام 2016 أعلن صن شاين كوست لايتنينج عن توقيع توروا متجهًا إلى موسم 2017 من دوري صنكورب سوبر نت بول في أستراليا. دربت توروا فريق لايتنينج على الدوريات المتتالية في المسابقة الجديدة قبل أن يتم اختيارها كمدربة رئيسية لفريق كرة الشبكة الوطني النيوزيلندي في أغسطس 2018. خلال فترة عملها كمدربة رئيسية لالسرسخ الفضي فازت نيوزيلندا ببطولة عالم كرة الشبكة وكأس العالم لكرة الشبكة 2019. بالإضافة إلى كونها مدربة المنتخب الوطني، واصلت توروا تدريب لايتنينج في أستراليا. في 20 أغسطس 2019 أعلنت توروا رحيلها عن لايتنينج بعد عامها الثالث في تدريب الفريق. غادرت لايتنينج بعد أن دربتهم على رئاستين متتاليتين (2017، 2018) ورئاسة واحدة ثانوية (2019).

## الجوائز
- 2018: أفضل مدرب رياضي في كوينزلاند[14]
- 2018: جوائز تاي توكيراو ماوري الرياضية - مدرب العام[15]
- 2019: جوائز ماتريكي - جائزة تي وايتا للرياضة[16]

في عام 2020 مع تكريم السنة الجديدة تم تعيين توروا رفيقة سيدة من وسام الاستحقاق النيوزيلندي لخدمات كرة الشبكة.

## روابط خارجية
- ملف تعريف الفضة السرخس: Noeline Taurua